# USS 폰스 (LPD-15)

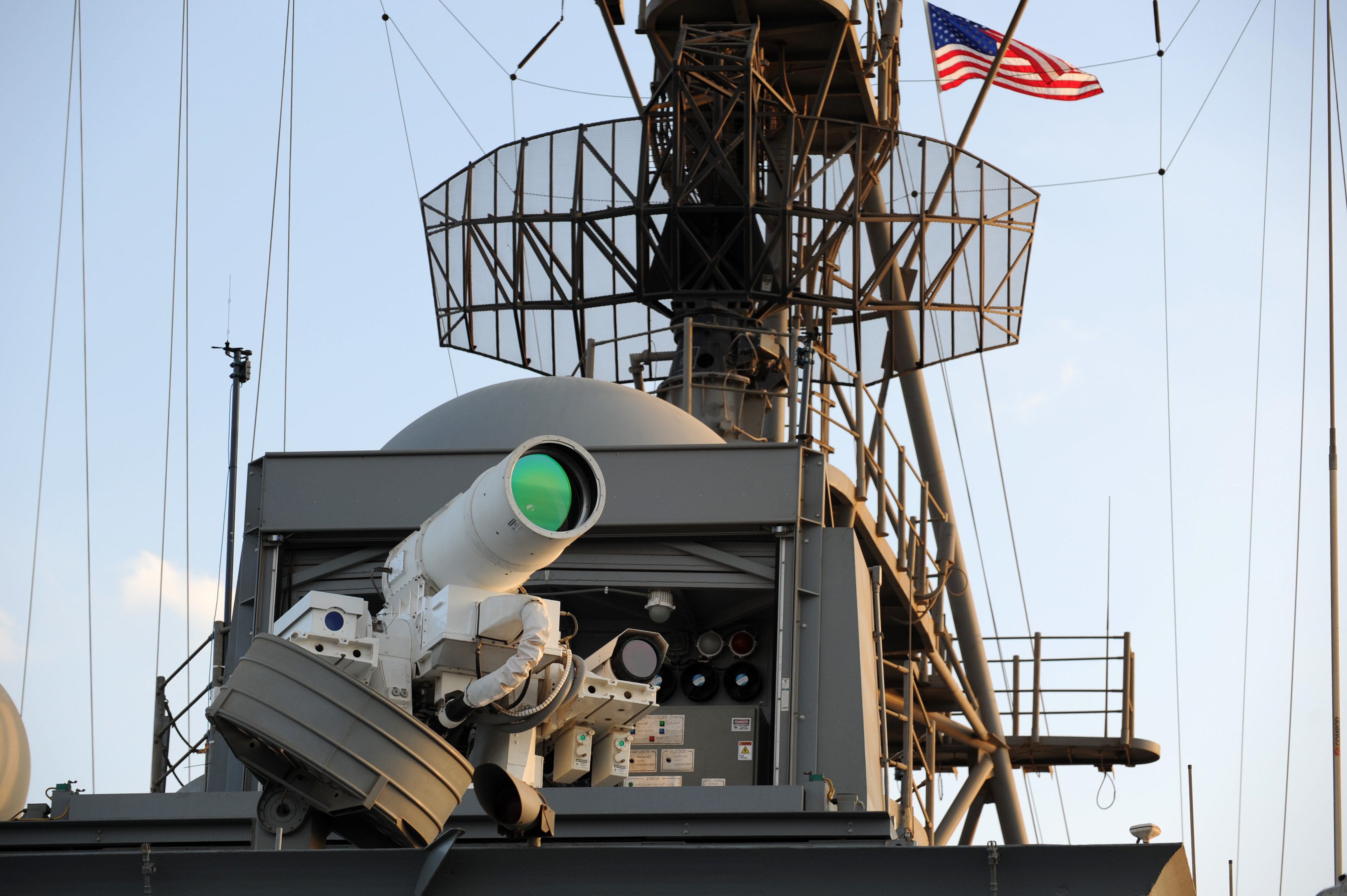
폰스함의 레이저 무기 시스템

USS 폰스 (LPD-15)는 미국의 17,000톤급 오스틴급 상륙수송선거함이다.

## 레이저포
2013년 9월, 폰스함에는 AN/SEQ-3 Laser Weapon System이 시험장착되었다. 미사일 1개 제조비가 약 100만 달러(12억원)인데 비해 레이저와 레일건 무기 1회 발사 비용이 1달러(1,200원)이하다.
폰스함 LaWS의 출력은 33 kW, 유효 사거리는 1.6km다. 절단기 등에 쓰이는 고출력 레이저 발진장치 6개에서 나오는 광선을 한 곳에 집중시키는 방식으로 구성됐으며, 미 해군의 기술연구기관인 해양 시스템 사령부에서 7년간 4천만 달러(약 438억원)를 들여 개발했다. LaWS는 레이저 무기지만 영화에서처럼 에너지 빔이 눈으로 보이는 건 아니다. 영상에서 강력한 파괴력을 과시한 LaWS는 레이저포 1발당 비용이 0.59달러에 불과하다. 2020년 알레이 버크급 이지스함에 100 kW 출력(유효사거리 5km)으로 실전배치할 계획이다.
2015년말 미국 아리조나 대학교는 기존의 레이저포 사거리를 11배 늘리는 기술을 개발하는데 성공했다. 미국 공군 연구소(AFRL, Air Force Research Laboratory)에 기술이전되었다. 기존에는 출력 100 kw인 경우 사거리는 고작 5 km이었는데, 55 km로 늘어나는 신기술이 개발된 것이다.

## 같이 보기
- 레이저 무기 시스템